# Robert for årets mandlige hovedrolle
Robertprisen for årets mandlige hovedrolle er en filmpris, der siden 1984 er blevet uddelt af Danmarks Film Akademi ved den årlige Robertfest. 

## Prismodtagere

### 1980'erne
- 1984 – Jesper Klein for Skønheden og udyret
- 1985 – Lars Simonsen for Tro, håb og kærlighed
- 1986 – Reine Brynolfsson for Ofelia kommer til byen
- 1987 – Torben Jensen for Flamberede hjerter
- 1988 – Max von Sydow for Pelle Erobreren
- 1989 – Börje Ahlstedt for Skyggen af Emma

### 1990'erne
- 1990 – Frits Helmuth for Dansen med Regitze
- 1991 – Tommy Kenter for Lad isbjørnene danse
- 1992 – Ole Lemmeke for De nøgne træer
- 1993 – Søren Østergaard for Kærlighedens smerte
- 1994 – Frits Helmuth for Det forsømte forår
- 1995 – Ernst-Hugo Järegård for Riget
- 1996 – Ulf Pilgaard for Farligt venskab
- 1997 – Thomas Bo Larsen for De største helte
- 1998 – Lars Simonsen for Barbara
- 1999 – Ulrich Thomsen for Festen

### 2000'erne
- 2000 – Niels Olsen for Den eneste ene
- 2001 – Jesper Christensen for Bænken
- 2002 – Nikolaj Lie Kaas for Et rigtigt menneske
- 2003 – Jens Albinus for At kende sandheden
- 2004 – Ulrich Thomsen for Arven
- 2005 – Mads Mikkelsen for Pusher 2
- 2006 – Troels Lyby for Anklaget
- 2007 – David Dencik for En Soap
- 2008 – Lars Brygmann for Hvid nat
- 2009 – Jakob Cedergren for Frygtelig lykkelig

### 2010'erne
- 2010 – Lars Mikkelsen for Headhunter
- 2011 – Pilou Asbæk i R
- 2012 – Nikolaj Lie Kaas for Dirch
- 2013 – Søren Malling for Kapringen
- 2014 – Mads Mikkelsen for Jagten
- 2015 – Henrik Birch for Klumpfisken
- 2016 – Ulrich Thomsen for Sommeren '92
- 2017 – Søren Malling for Forældre
- 2018 – Elliott Crosset Hove for Vinterbrødre[1]
- 2019 – Jacob Cedergren for Den skyldige[2]

### 2020'erne
- 2020 - Esben Smed for Ser du månen, Daniel
- 2021 - Mads Mikkelsen for Druk[3]
- 2022 - Simon Bennebjerg for Pagten
- 2023 - Anders W. Berthelsen for Bamse
- 2024 - Mads Mikkelsen for Bastarden